# Мандыч, Иван Гаврилович
Иван Гаврилович Мандыч — советский хозяйственный, государственный и политический деятель, Герой Социалистического Труда.

## Биография
Родился в 1928 году в хуторе Бондарск. Член КПСС.
С 1943 года — на хозяйственной, общественной и политической работе. В 1943—1983 гг. — рабочий, слесарь, сменный мастер в пусковом отделе, начальник смены, технолог бумажной фабрики № 1, мастер бумагоделательной машины № 3, машинист, старший машинист бумагоделательной машины № 10 Соликамского целлюлозно-бумажного комбината Министерства лесной, целлюлозно-бумажной и деревообрабатывающей промышленности СССР
Указом Президиума Верховного Совета СССР от 17 сентября 1966 года присвоено звание Героя Социалистического Труда с вручением ордена Ленина и золотой медали «Серп и Молот».
Делегат XXIV съезда КПСС.
Умер в Соликамске в 1992 году.